# Гордон Шилденфелд
Гордон Шилденфелд (Шибеник, 18. март 1985) је хpватски бивши фудбалер и репрезентативац аустријског порекла. 
Пре тога је наступао за Ајнтрахт Франкфурт. Играо је за Шибеник, Бешикташ, Штурм Грац, Динамо Загреб и Дуизбург. Тренутно носи број 3 и игра на позицији одбраменог играча. За Хрватску репрезентацију наступа од 2009. године против Лихенштајна када је заменио Дарија Срну у 58. минуту. Тај меч је одигран у Винковцима. Отац му је из Словеније а мајка из Аустрије. На Европском првенству у Пољској и Украјини 2012. одиграо је за Хрватску три меча.